# هيئة الإغاثة الإنسانية وحقوق الإنسان والحريات

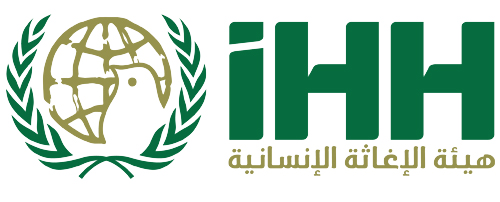
(لوجو) هئية الإغاثة الإنسانية IHH

هيئة الإغاثة الإنسانية وحقوق الإنسان والحريات، أو هيئة الإغاثة الإنسانية (بالإنجليزية: IHH)‏. هي مؤسسة غير حكومية دولية تنشط في مجال الإغاثة الإنسانية وحقوق الإنسان والدبلوماسية الإنسانية في أكثر من 100 دولة.
تأسست في إسطنبول عام 1992 بهدف جمع التبرعات والمساعدات الإنسانية وتقديمها لضحايا حرب البوسنة المسلمين ومارست نشاطاتها في إطار العمل التطوعي حتى عام 1995 حين تم الإعلان عن تأسيسها كهيئة إغاثة إنسانية ومقرها إسطنبول. استمرت الهيئة في ممارسة نشاطاتها وإيصال المساعدات الإنسانية إلى مناطق الأزمات والصراعات مثل الشيشان وفلسطين وكوسوفا وسوريا حتى شملت العديد من البلدان في القارات الخمس. وتشمل أعمالها الإغاثية تقديم المساعدات الغذائية والتعليم والصحة وإنشاء المشاريع التنمية المستدامة مثل بناء دور رعاية الأيتام والمدارس والمشافي والجوامع والمراكز الثقافية وحفر الآبار المائية.
هيئة الإغاثة الإنسانية IHH كمؤسسة إغاثة دولية تتعاون مع العديد من المنظمات وتقوم بنشاطات مشتركة معها، فهي عضو في إتحاد المنظمات الأهلية في العالم الإسلامي والمنتدى الإنساني العالمي، كما أن الهيئة الإغاثة الإنسانية هي واحدة من بين 3000 منظمة تتمتع بمركز عضو مستشار في المجلس الاقتصادي والاجتماعي التابع للأمم المتحدة (ECOSOC)، وتتمتع أيضاً بعضوية المجلس الاستشاري لمنظمة التعاون الإسلامي.
هيئة الإغاثة الإنسانية IHH معفاة من الضرائب في تركيا بقرار مجلس الوزراء التركي رقم 2011/1799 الصادر بتاريخ 04 نيسان/أبريل 2011.

## مجالات العمل

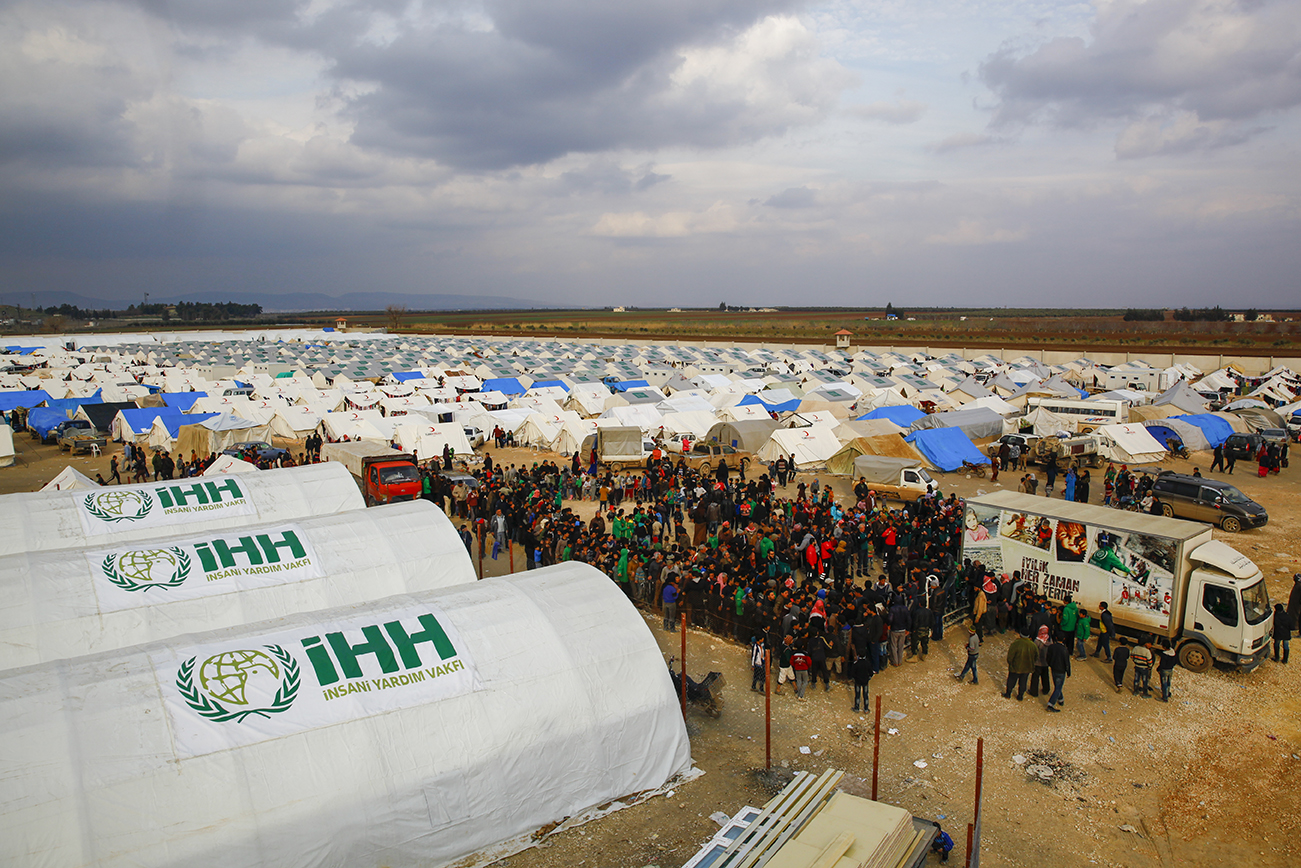
المساعدات الإنسانية هي مجال من ثلاث مجالات تنشط فيها هيئة IHH

تعمل هيئة الإغاثة الإنسانية IHH في ثلاث مجالات أساسية وهي: المساعدات الإنسانية، وحقوق الإنسان، والدبلوماسية الإنسانية. ومن ضمن هذه المجالات الأساسية الثلاثة تنشط IHH في إيصال المساعدات الإنسانية، وأعمال البحث والإنقاذ، ورعاية الأيتام، وإنشاء مشاريع التنمية المستدامة، ومكافحة مرض الساد، كما تنشط في مجال التعليم والصحة، وتساهم في في إيجاد الحلول للأزمات كإطلاق سراح الرهائن والأسرى، وتلعب دور الوسيط بين الاطراف المتنازعة في الصراعات، وترفع قضايا قانونية للدفاع عن حقوق الإنسان وحرياته. كما تقوم الهيئة من خلال مشاركتها في الاجتماعات الدولية، أو استضافتها لهذه الإجتماعات، بنقل تجاربها في مجال نشاطاتها إلى البلدان والمنظمات الأخرى.

## النشاطات

### الدبلوماسية الإنسانية، وحل الأزمات، وفض النزاعات، والتأثير على الرأي العام.
إلى جانب تقديم المساعدات الإنسانية تمارس هيئة IHH العمل الدبلوماسي الإنساني بهدف حل الأزمات التي قد تنتج عنها النزاعات والحروب، وتقوم بإعداد ونشر التقارير حول ممارسات انتهاكات حقوق الإنسان أمام الرأي العام الدولي، وتبادر إلى تحريك المرجعيات القانونية الدولية. مثال ذلك ما تقوم به من نشاطات الدبلوماسية الإنسانية في مناطق الصراعات مثل: تركستان الشرقية وطاجيكستان وجمهورية أفريقيا الوسطى ومالي وسوريا والفلبين وغيرهاالعديد من الدول والمناطق.

#### مثال جمهورية أفريقيا الوسطى
في 24 آذار / مارس عام 2013 قامت مليشيات ائتلاف سيليكا بإشعال اشتباكات عنيفة في العاصمة بانغي والسيطرة على مقر الرئاسة والاستيلاء على السلطة في البلاد، ما دفع رئيس البلاد آنذاك فرانسوا بوزيزي للفرار إلى جمهورية الكونغو الديمقراطية ومنها إلى الكاميرون . استلم ميشيل جوتوديا مقاليد الحكم، ثم عُين رسيماً رئيساً للدولة في شهر آب / أغسطس من العام ذاته. على الرغم من إعلان جوتوديا حل ائتلاف سيليكا في شهر أيلول / ديسمبر إلا أن معظم المليشيات المسلحة رفضت قرر حلها لتبدأ أعمال العنف بالتصاعد من جديد في شهر تشرين الثاني / نوفمبر، إذ تحول الصراع إلى مواجهات مسلحة بين مليشيات سيليكا ومليشيات أنتي بالاكا المسيحية وانتشرت الفوضى في البلاد. تعرض المدنيون العزل خاصة المسلمون منهم لأعمال عنف مفزعة، إذ قامت مليشيات أنتي بالاكا بقتل المئات من المسلمين، ما أجبر الأقلية المسلمة في البلاد على ترك ديارهم واللجوء إلى دول الجوار

. بدأت هيئة الإغاثة الإنسانية IHH نشاطاتها الدبلوماسية في أفريقيا الوسطى قبل اندلاع الصراع وتفاقم الأزمة الإنسانية في البلاد، وأوصلت المساعدات إلى الضحايا المدنيين ، كما أعدت التقارير اللازمة من أجل تحريك الرأي العام الدولي للحد من انتشار الأزمة .

#### المشاركة في عملية السلام بين الفيليبين ومورو
حافظ سكان إقليم مورو على وجودهم السياسي المستقل الذي يمتد إلى القرن الرابع عشر، وذلك بالرغم من حملات الغزو والاستعمار المتكررة التي تعرض لها الإقليم على مر عقود من الزمن، ولم يكن إقليم مورو تابعاً للفلبين حتى أواسط القرن العشرين حين ألحقته الولايات المتحدة الأمريكية بالفلبين، وسلمت إدارة المنطقة إلى السلطات الفلبينية عام 1946 وشكل المسلمون طوال عهود الأغلبية الساحقة في مورو إذ كانت إدارة المنطقة تابعة لهم. رفض المورويون هذا الإلحاق وسلكوا منذ عام 1946 سبيل المفاوضات السياسية بغية العودة إلى عهد الاستقلال، لكن المفاوضات السياسية فشلت، وتحولت الهجمات التي كان سكان الشمال الفلبيني من المسيحيين يشنونها على المسلمين إلى مجازر، ثم إلى حركة تطهير عرقي، ما دفع مسلمي مورو للانتقال إلى مسار العمل المسلح وتشكيل جبهة تحرير مورو الإسلامية في سنوات السبعينات من القرن الماضي.
خلف الصراع المسلح المستمر منذ ما يزيد على 40 عاماً بين الدولة الفلبينية ومسلمي مورو أكثر من 120 ألف قتيل ومليوني لاجئ، بالإضافة إلى ممارسات انتهاكات حقوق الإنسان وعمليات الاعتقال والتعذيب الممنهج. دخلت البلاد في مرحلة السلام عام 2012، إذ بدأت المفاوضات حينها بين الحكومة الفلبينية وجبهة تحرير مورو الإسلامية، وانتهت بإعلان الحكم الذاتي لمقاطعة بانجسامورو .
في عام 2013 تم تشكيل وفد للمراقبين المستقلين بهدف مراقبة ومراجعة تنفيذ الاتفاقيات الموقعة بين الطرفين. وكان حسين أوروج نائب رئيس هيئة الإغاثة الإنسانية IHH من ضمن أعضاء ذلك الوفد. يقوم الوفد بلقاء المسؤولين في السلطات العليا في الدولة، ويقوم بنشاطات ميدانية لمتابعة المرحلة التي وصلت إليها عملية السلام ومدى تنفيذ الأطراف لبنود الاتفاقيات. كما يقوم الوفد باستلام تقارير دورية من الطرفين حول العملية، ثم يقوم بإعداد تقرير حول نتيجة المراقبة واللقاءات. ويضم الوفد أيضاً: أليستير ماغ دونالد (سفير الاتحاد الأوروبي السابق في الفلبين)، وستيفن رود الممثل القطري لـ (The Asia Foundation)، وكارن تانيادا رئيسة (Gaston Z Ortigas) وزين الدين مالانغ مدير (مركز مينداناو لحقوق الإنسان).
وإلى جانب مشاركة هيئة IHH في عملية السلام كممثل عن تركيا، تقوم بنشاطات الإغاثة الإنسانية وتقديم المساعدات الإنسانية لسكان المقاطعة.

#### أعمال تحرير الرهائن والمعتقلين
إلى جانب القيام بدور الوسيط بين الأطراف في مناطق الصراعات والحروب، تمارس الهيئة نشاطات دبلوماسية لتحرير الأبرياء من الرهائن والمعتقلين تعسفياً. ففي شهر آب/أغسطس من عام 2013، قام لواء البراء - وهو أحد الألوية التابع للجيش السوري الحر - باعتقال 48 شخصاً إيرانياً في منطقة السيدة زينب في ريف دمشق، واتخاذهم كرهائن بحجة أنهم كانوا من مجموعة الكشافة الإيرانيين، وبينهم عناصر من الحرس الثوري الإيراني، بينما زعم الطرف الآخر أنهم كانوا في زيارة دينية للمنطقة. قام فهمي بولنت يلدريم رئيس IHH بدور الوسيط في المفاوضات بين الأطراف المتصارعة، والتي أفضت إلى الإفراج عن الرهائين الإيرانيين، مقابل إطلاق سراح 2130 معتقلاً سورياً في سجون النظام السوري. كما نجحت الهيئة في فك أسر 10 أشخاص في كل من سوريا، وباكستان، وليبيا، وكان من بين المفرج عنهم مواطناً تركياً، وتشيكيين اثنين، وأربعة سويديين، وألماني، وأيضاً بولونيين اثنين. كما عملت الهيئة لإطلاق سراح 464 شخصاً من الرهائن في سوريا عام 2015 ونجحت في ذلك بعد مفاوضات استمرت شهراً ونصف الشهر.
فيما يلي قائمة بجنسيات وأعداد الرهائن والمعتقلين الذين توسطت IHH لإطلاق سراحهم في عام 2015:
| الجنسية / البلد | عدد الرهائن المحررين |
| --------------- | -------------------- |
| سوريا           | 2138                 |
| إيران           | 70                   |
| تركيا           | 10                   |
| أفغانستان       | 1                    |
| الكويت          | 1                    |
| السويد          | 4                    |
| ألمانيا         | 2                    |
| التشيك          | 2                    |
| بولونيا         | 2                    |
| المجموع         | 2230                 |

## أعمال الإغاثة الإنسانية

### إغاثة الطوارئ وعمليات البحث والإنقاذ
تهدف الهيئة، عبر نشاطاتها في إغاثة الطوارئ وعمليات البحث والإنقاذ، إلى مساعدة ضحايا الحروب والنزاعات المسلحة والزلازل والسيول والحرائق وانجرافات التربة والجفاف والأوبئة والمجاعات والفقر.
تعتبر إغاثة الطوارئ وعمليات البحث والإنقاذ، واحدة من أهم النشاطات الإغاثية التي تمارسها الهيئة في أماكن تواجدها، وذلك منذ تأسيسها لمساعدة ضحايا الحرب المسلمين في البوسنة. وتعد كل من البوسنة وكوسوفا والشيشان وأفغانستان وباكستان وكشمير ونيبال وأراكان وهاييتي والفلبين وتشاد وأثيوبيا واليابان وأندونيسيا وفلسطين والصومال والعراق وجمهورية أفريقيا الوسطى وسوريا من بين الدول التي كانت مسرحاً لنشاطات إغاثة الطوارئ وعمليات البحث والإنقاذ التي نفذتها الهيئة. وتوفر IHH الحاجات الإنسانية الضرورية من غذاء ودواء وإيواء لسكان المناطق التي تشهد أزمات إنسانية وحالات طارئة.
تقوم IHH في حالات الطوارئ بـ:
- عمليات البحث والإنقاذ وتقديم الدعم الفني واللوجستي.
- إيصال الغذاء واللباس والاحتياجات الإنسانية الأساسية الأخرى.
- توفير الأوساط الآمنة للنساء والأطفال والمسنين والمشردين.
- إنشاء الوحدات اللازمة كالمخيمات والبيوت مسبقة الصنع والمطابخ السيارة.
- تأمين الوحدات الصحية المتنقلة واللوازم الطبية والعلاجية والمساعدات الصحية من عمليات وما شابهها.

#### عمليات البحث والإنقاذ
تضم هيئة الإغاثة الإنسانية IHH طواقم متخصصة بالتدخل في حالات الطوارئ والكوارث الطبيعية. وتمتلك هذه الطواقم القدرة على القيام بعمليات البحث والإنقاذ والمساعدة الأولية في حالات الزلازل والفيضانات وانجراف التربة وتحت المياه والحرائق. وهي مدربة على عمليات إجلاء الضحايا وانشاء محطات اللاسلكي والتواصل عبرها في مواقع الأزمات والكوارث. ويبلغ عدد العناصر العاملة في هذه الطواقم 850 شخصاً. بالإضافة إلى ذلك، تمتلك الهيئة مركز مرمرة لإدارة الكوارث في محافظة بورصة التركية، وتبلغ مساحة المركز 4 آلاف متراً مربعاً وهو مجهز بأحدث التقنيات في مجال إدارة الكوارث وعمليات البحث والإنقاذ.

#### نشاطات إغاثة الطوارئ في سوريا
تقدم IHH المساعدات العاجلة لضحايا الحرب في سوريا عبر 7 مراكز مختلفة، تتوزع في كل من الريحانية، وكلس، وشانلي أورفة، ويايله ضاغي في تركيا، وباب الهوى، وباب السلام، وجبل التركمان في سوريا. وتقوم الهيئة عبر هذه المراكز بتنسيق المساعدات الإنسانية من غذاء، وصحة، وملابس، وتسييرها إلى الداخل السوري، كما تشمل المراكز مستودعات، وهي مؤهلة لاستضافة اجتماعات دولية ودبلوماسية. في عام 2015 قامت الهيئة في سوريا بتوزيع 266 مليون رغيف خبز، و45 ألف طن من الغذاء، و22 ألف مساعدات رمضانية، و6 آلاف من لحوم الأضاحي، 150 ألف من مساعدات الدواء واللوازم الطبية. بالإضافة إلى ذلك، أنشأت الهيئة على الأراضي السورية 24 مخيم للاجئين تأوي في مجموعها 150 ألف لاجئاً.

#### كفالة الأيتام ومراكز رعايتهم
تقوم الهيئة بمهام كفالة ورعاية الأيتام بهدف حمايتهم من شبكات الاتجار بالبشر، ومنظمات تجنيد الأطفال واستغلالهم، وعصابات التسول والدعارة والمخدرات والجريمة المنظمة. وبلغ عدد الأيتام الذين تتكفل الهيئة رعايتهم 90 ألف طفل موزعين في 56 دولة حول العالم. ويقوم نظام رعاية الأيتام في الهيئة اعتماداً على تبرعات الكافلين ضمن ما يدعى «برنامج كفالة يتيم» الذي طورته IHH في هذا الشأن. كما تقوم الهيئة بشكل دوري بتوزيع المساعدات على 800 ألف يتيم في أنحاء العالم.  

##### مراكز رعاية الأيتام
تم إنشاء أول مركز لرعاية الأيتام تابع للهيئة في عام 2003 باسم مركز (MSAL Muhammadan School of Advanced Learning) لإيواء الإناث من الأيتام الفارين من الحرب الأفغانية إلى باكستان. وفي عام 2004 أنشأت الهيئة مركز إسطنبول لرعاية الأيتام في مقاطعة آتشيه الأندونيسية لإيواء الأطفال ممن يتمهم تسونامي الذي ضرب البلاد عام 2004، أما في عام 2009 فقد تم إنشاء مجمع رارا لإيواء الأيتام ضحايا زلزال كشمير عام 2005. يضاف إلى ذلك المراكز التي أنشأتها الهيئة عام 2016 في 11 دولة ليبلغ المجموع 31 مركزاً لرعاية الأيتام. تأوي المراكز حوالي 200 طفلاً تيماً. تتوزع هذه المراكز في البلدان التالية: أفغانستان، باكستان، بنغلاديش، تايلند / فطاني، الفيليبين / مورو، الصومال، أوغندا، بوركينا فاسو، إندونيسيا، وإثيوبيا ونيبال. كما قامت الهيئة بالشراكة مع مؤسسة الشيخ ثاني بن عبد الله للخدمات الإنسانية (راف) بإنشاء مركز لرعاية الأيتام في الريحانية لإيواء 990 طفلاً يتيماً من ضحايا الحرب في سوريا وذلك وفق البروتوكول الموقع عليه مع وزارة السياسيات الاجتماعية وشؤون الأسرة في الجمهورية التركية.

##### طلب إعلان اليوم  العالمي للتضامن مع الأيتام
في عام 2013 عقد في إسطنبول المؤتمر الخامس للمنظمات الأهلية في العالم الإسلامي، بمشاركة هيئة الإغاثة الإنسانية IHH، ومنظمة التعاون الإسلامي، وذلك تحت عنوان «دور المنظمات الأهلية المتزايد في العالم الإسلامي». ولكي يبقى الأيتام وما يتعلق بهم من قضايا في إطار الاهتمام الدائم للرأي العام العالمي طلب هيئة الإغاثة الإنسانية IHH إعلان اليوم الذي بدأت فيه الحرب البوسنية يوماً عالمياً للتضامن مع الأيتام. وبعد النظر والتباحث في الطلب أقر الاجتماع الأربعين لوزراء خارجية منظمة التعاون الإسلامي في غينيا عام 2013 وفقاً للمادة 21 من قرار الدورة 40 الذي يحمل رقم 1/40 ICHAD أن يجري الاحتفال بيوم 15 من رمضان من كل عام كيوم عالمي للتضامن مع الأيتام.